# Ahn Byeong-keun
Ahn Byeong-keun (23 de fevereiro de 1962) é um ex-judoca sul-coreano, campeão olímpico na categoria de até 71 quilos do judô.